# Pedro Rodríguez Pérez
Pedro Rodríguez Pérez, książę Campomanes (ur. 1 lipca 1723 w Tineo, zm. 3 lutego 1802 w Madrycie) – hiszpański polityk i uczony, człowiek oświecenia.
Pochodzący prawdopodobnie ze zubożałej szlachty Pedro Rodríguez Pérez, przyszły książę Campomanes, kształcił się pod okiem wuja kanonika w Santillana del Mar (Santander), dzięki swej inteligencji wcześnie zaczął studiować filozofię. Przebywał przez pewien czas w Cangas del Narcea, a później uczęszczał na kursy prawa na uniwersytecie w Oviedo. Od 1745 z powodzeniem praktykował adwokaturę.
Nie zaniedbał jednak działalności naukowej. W 1747 opublikował Disertaciones históricas del Orden y Caballería de los Templarios, a w 1756 dzieło historyczne pt. Antigüedad marítima de la República de Cartago. Rok wcześniej został mianowany legalnym doradcą administracji pocztowej. Zakres obowiązków zainspirował go do napisania dwóch prac, niezbędnych do poznania ówczesnego systemu komunikacji na Półwyspie Iberyjskim: Itinerario de las carreras de postas de dentro y fuera del reyno (1761) i Noticia geográfica del reyno y caminos de Portugal (1762), a ponadto ważnego dzieła zatytułowanego Ordenanzas (1762), które zawiera regulacje w dziedzinie pocztowej.
Nominacja (1762) na fiscal del Real y supremo consejo de Castilla (odpowiednik ministra finansów) wprowadziła Campomanesa do polityki reform „oświeconego despotyzmu” i dała mu możliwość wpływu na wewnętrzną politykę Karola III. Campomanes był inspiratorem różnych praw dotyczących ekonomii, polityki społecznej i kościelnej (np. dekretu wydalenia jezuitów z 1767). W tym czasie napisał większość swoich dzieł, zajmując się między innymi wolnym handlem zbożem (Respuesta fiscal sobre abolir la tasa y establecer el comercio de granos, 1764), planami nauczania uniwersyteckiego (Informe, 1775), nadużyć hodowców zwierząt (Respuesta fiscal sobre los privilegios de la Mesta, 1783).
Jego wielostronna działalność, ukierunkowana przede wszystkim na popieranie postępu w rolnictwie oraz rozwoju przemysłu i handlu, uczyniła go jedną z najważniejszych postaci w procesie reformy gospodarki, które rozpoczęło w Hiszpanii panowania Karola III.
Prawdziwym wydarzeniem była publikacja Tratado de la regalía de amortización (1765) na temat szkód spowodowanych koncentracją nieruchomości w rękach Kościoła, tekst ten prawie natychmiast został przetłumaczony na język włoski (Wenecja 1767). Interesujący okazał się także utwór Extremadura (1771), będący studium problemów społecznych w jednym z zacofanych terenów oraz pierwszą próbą projektu reform rolnych. Campomanes założył Towarzystwa Ekonomiczne Przyjaciół Kraju (Sociedades económicas de amigos del país), oraz wysłał do władz lokalnych odpowiedni okólnik, do którego dołączył Discurso sobre el fomento de la industria popular (1774) nakazujący chłopom, by w wolnych chwilach wykonywali prace dodatkowe oraz produkowali użyteczne w rolnictwie przedmioty. W 1775 poparł utworzenie Królewskiego Madryckiego Towarzystwa Ekonomicznego Przyjaciół Kraju w stolicy.
Po uzyskaniu tytułu książęcego (1780) Campomanes był mianowany gubernatorem consejo de Castilla, a więc najważniejszego obok króla stanowiska w państwie. Zajmował je w latach 1783–1791. Po tych wydarzeniach rządy Campomanesa stały się bardziej autorytarne. Z powodów zdrowotnych, a przede wszystkim ze względu na intrygi prowadzone na dworze po wstąpieniu na tron Karola IV, musiał zrezygnować z piastowania swego urzędu. Został mianowany doradcą państwowym i z zaangażowaniem interweniował w politykę ekonomiczną.
Do listy publikacji Campomanesa dopisać trzeba jeszcze: Discurso sobre la educacíon popular de los artesanos y su fomento (1775) oraz Noticia de la Vida y Obras del M. I. y R.P.D. Benito Jeronimo Feijoo, opublikowaną w Madrycie (1777) jako wstęp do pierwszego tomu Teatro crítico Feija.